# Zlatari, Iambol
Zlatari (în bulgară Златари) este un sat în comuna Tundja, regiunea Iambol,  Bulgaria.

## Demografie
Componența etnică a satului Zlatari
     Bulgari (92,61%)
     Nicio identificare (5,68%)
     Altele (1,7%)
La recensământul din 2011, populația satului Zlatari era de 176 locuitori. Din punct de vedere etnic, majoritatea locuitorilor (92,61%) erau bulgari. Pentru 5,68% din locuitori nu este cunoscută apartenența etnică.